# ナイルの戦い (紀元前47年)

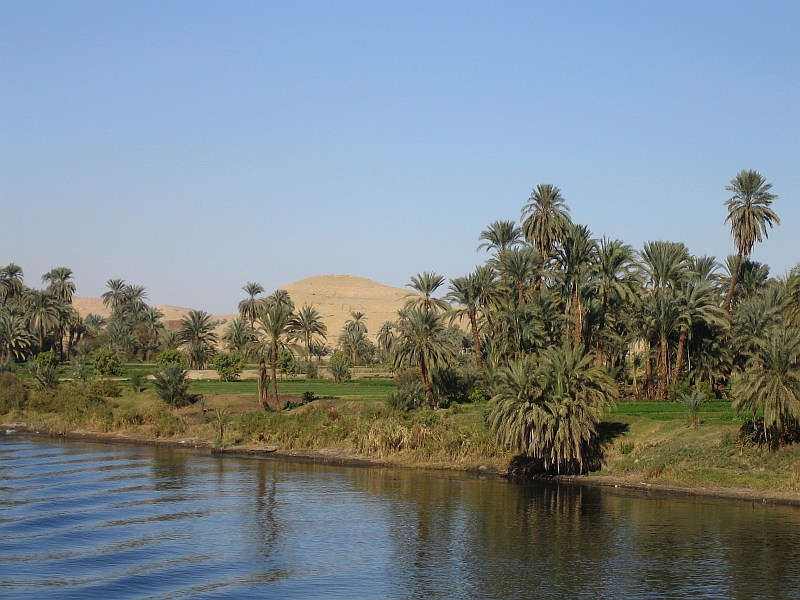
ナイル川

ナイルの戦い（ナイルのたたかい、ラテン語：bellum Alexandrinum）は、紀元前47年にエジプトで行われたガイウス・ユリウス・カエサル率いる共和政ローマ軍とプトレマイオス朝エジプトとの戦いである。

## 概要

### 開戦まで
ファルサルスの戦い（紀元前48年8月）でグナエウス・ポンペイウス率いる元老院派を破ったカエサルは、ポンペイウスを追ってエジプトに到着したが、ポンペイウスは既にプトレマイオス13世の側近の宦官ポティノスらによって殺害されていた。プトレマイオス13世及びポティノスらは、カエサルにポンペイウスの首を差し出した上でエジプトから立ち去るように要請したものの、カエサルは軍兵（兵3200、騎兵800）を従えてエジプトに上陸した。
当時、プトレマイオス朝はプトレマイオス13世と姉クレオパトラ7世の共同統治体制であったが、両者の対立が先鋭化して事実上の内戦状態であった。カエサルは先王プトレマイオス12世の遺言に従って両者が和解するように調停し、10月に両者の和解が成立して祝宴も催された。しかし、クレオパトラ7世がカエサルの愛人となったことで、カエサルがクレオパトラ7世に肩入れしていると考えたプトレマイオス13世派は徐々に反感を強めた。

### 対立・開戦
カエサルがリクトル（警護兵）を引き連れてエジプト王宮に入ったことを、アレクサンドリア住民（当時の住民数は50万から100万の間）は「王のような振舞い」と捉え、反ローマ感情を露わにした。これに乗じてプトレマイオス13世派はペルシオンに駐留させていた兵22000（歩兵20000、騎兵2000）をアレクサンドリアへ進軍させた。これに対して、カエサルは兵力や軍船（カエサル軍10隻、プトレマイオス13世派72隻）で圧倒的に劣っており、ローマに増援部隊の派遣を要請していた。また、防御の点で優れていたファロス島の大灯台を占拠して拠点の1つとした。
プトレマイオス13世派は兵力がまさっており、地元の利も生かして優位に立っていたが、プトレマイオス13世と姉アルシノエ4世の主導権争いにより、攻勢を掛けるには至らなかった。カエサルの要請によって到来したミトリダテス（en、かつてローマと敵対したポントス王ミトリダテス6世の庶子）指揮下の増援軍は、小アジアから陸路でエジプトに向かい、まずペルシオンを占領し、紀元前47年1月ナイル川のデルタ地帯のメンフィスへ進軍、その後アレクサンドリアへ向って北上し、カエサル軍と合流した。カエサルとプトレマイオス13世の両軍は紀元前47年2月にナイル川下流のデルタ地帯で激突した。
カエサル軍は伝統的なローマの戦法であるピルム（ローマ式投槍）の投擲によってプトレマイオス13世軍を攻撃、戦術・兵器・経験全ての面で勝ったローマ軍は、瞬く間にプトレマイオス13世軍を撃破、エジプト兵は散り散りに戦場から逃れた。一部の兵は船に乗り込んだが、乗員数過重もあって船が転覆して多数の兵が溺死した。国王プトレマイオス13世は逃亡に成功したが、ナイル川に身を投じて自殺した（船が転覆した際に金の鎧の重さで浮上できず溺死とも）。ローマ軍の捕虜となっていたアルシノエ4世を除き、プトレマイオス13世派の指導者はこの時までに全員が死亡した。

### 結果・調停
事実上、エジプトの支配者となったカエサルは、クレオパトラ7世と弟であるプトレマイオス14世が共同でファラオに就くように裁定した。カエサルは紀元前47年4月（6月とも）までの数ヶ月間を、エジプトでクレオパトラを同伴してナイル川の周航・視察や景勝地の訪問（『内乱記』）に費やした。なお、この戦いの過程でアレクサンドリア図書館が焼失したと伝えられている。

## 参考資料
- クリスティアン＝ジョルジュ・シュエンツエル著、北野徹訳『クレオパトラ』白水社、文庫クセジュ。
- カエサル著、國原吉之助訳『内乱記』講談社学術文庫
- プルタルコス『対比列伝（英雄伝）』